# Coen van Zwol
Coen van Zwol (Sittard, 9 juli 1963) is een Nederlands historicus en journalist.

## Loopbaan
Drs. Van Zwol studeerde van 1982 tot 1988 geschiedenis aan de Rijksuniversiteit Groningen. Vervolgens volgde hij een jaar postdoctoraal journalistiek aan de Erasmus Universiteit Rotterdam. Hij begon zijn carrière als freelance journalist. Sedert 1992 werkt Van Zwol voor het dagblad NRC Handelsblad, alwaar hij journalist als redacteur is. Hij won in 1999 de prijs voor de dagbladjournalistiek.
Van 2000 tot 2007 was Van Zwol correspondent voor NRC Handelsblad in Moskou, waarmee hij de langstzittende was van de zes correspondenten die deze krant van 1983 tot 2007 in Rusland had. Hij werd opgevolgd door Michel Krielaars. Van januari 2006 tot eind mei 2007 was Van Zwol frequent actief op zijn weblog, te vinden op de site van NRC Handelsblad. Sinds 2010 hield hij enige jaren een weblog bij over film op nrc.next. Later werd hij een vaste filmrecensent bij NRC Handelsblad.
Van Zwol is auteur van het boek Gĳzelaar van de Kaukasus, over de waargebeurde gijzeling van Arjan Erkel, een medewerker van Artsen zonder Grenzen.